# Weddebach
Der Weddebach oder die Wedde ist ein etwa 16 km langer linker Nebenfluss der Oker, dessen Quellbäche am Gut Grauhof im Goslarer Ortsteil Hahndorf entspringen und der bei Schladen im Landkreis Wolfenbüttel in die Oker mündet.

## Name
Der Bach wurde 1394 („vppe der weddene“) zum ersten Mal schriftlich erwähnt. Er leitet sich wahrscheinlich vom germanischen Wort *wađa- für „Furt“ ab.

## Geographie

### Verlauf
Der Weddebach hat zwei Quellbäche, die in der Nähe des Guts Grauhof entspringen. Der westliche kommt aus dem Wartehai und durchquert nacheinander den Waldteich, Pfahlteich und Mühlenteich. Er wird bereits als Weddebach bezeichnet. An dessen Abfluss mündet aus südlicher Richtung ein Bach, der auf dem Gutsgelände entspringt. Das Gewässer wird in der amtlichen Karte des Landes Niedersachsens als Mühlengraben bezeichnet. Nach einem weiteren südlichen Zufluss erfolgt die Bezeichnung als Wedde.
Diese fließt durch den Ortskern von Immenrode, wo Abschnitte des historischen Deitwegs zwischen Goslar und Schöningen, die heutige Bundesstraße 82, den Fluss kreuzt. Sie fließt entlang der Kreisstraße 24 Richtung Vienenburg und nimmt an der Landesstraße L 510 von rechts den Ohlhoferbach auf, der auch als Heisterbach betitelt wird (GKZ 482362). Auf der Höhe des früheren Schacht III des Kaliwerks Vienenburg erreicht sie den Harly-Wald und knickt dort scharf nach Westen ab, wo sie den Pfeifenbach von rechts aufnimmt und im weiteren Verlauf als Verordnungsgewässer gemäß der EU-Wasserrahmenrichtlinie gilt.
Sie umfließt den Harly bei Weddingen, wo sie recht naturnah verläuft und sich in den Seitenarmen der Name Flachsrotte erhalten hat. Die vormalige Fernstraße, die parallel zur Bundesstraße verlief, kreuzt den Bach mit einer Furt. Im Weiteren strebt sie nach Nordosten und passiert bei Beuchte die Obere und Untere Schierksmühle. An der Oberen Schierksmühle nimmt sie von links den Hellbach auf. Die weiteren Abschnitte sind stark begradigt. Nachdem der Weddebach von der Bundesautobahn 36 überquert wird, erreicht er Schladen und erhält als weiteren Zufluss den Ahlerbeek.
Im letzten Abschnitt verläuft der Bach parallel zur Oker, von der weit oberhalb Schladens beim Ziegeleiweg ein Seitenarm abzweigt und sich mit der Wedde vereint. Ein Arm der Wedde führt auf kurzem Wege als Fortsetzung des Ahlerbeeks entlang dem Flachsrottenweg nach Nordosten in die Oker. Ein weiterer Arm wird in der amtlichen Karte als Weddebach bezeichnet und verläuft weiter nach Norden. Er nimmt von Westen einen als Hauptgraben bezeichneten Bach auf, der an der Straße Am Hauptgraben direkt zur Oker fließt. Der Weddebach strebt weiter nach Norden, wo er von der ehemaligen  B4 überbrückt wird. Er begrenzt das Grundstück der Domäne (Wassergraben der ehemaligen Burg Schladen) und erreicht Hinter dem Mühlgarten unterhalb des Ortes und südlich der Pfalz Werla die Oker.
Der Bach wird dem Typ 6 feinmaterialreicher, karbonatischer Mittelgebirgsbach zugeordnet.

## Gewässerqualität
Im Gewässergütebericht des NLWKN von 2002 wird die biologische Gewässergüteklasse mit II, also mäßig belastet bewertet, die chemische Qualität mit einer Note schlechter. Das Wasserkörperdatenblatt des NLWKN mit dem Bewertungsstand aus dem Jahre 2009 stuft das Gewässer hinsichtlich der Strukturgüte als erheblich veränderten Wasserkörper ein, für den bis 2015 keine Zielerreichung im Rahmen der EG-Wasserrahmenrichtlinie erwartet wurde. Mit Stand 2015 wird das ökologische Potenzial insgesamt wird als „unbefriedigend“ eingestuft. Zwar erreicht die biologische Qualität „mäßige“ bis „gute“ Werte, andere Parameter wie der Fischbestand werden als „unbefriedigend“ bewertet. Der chemische Zustand erhält die Note „schlecht“, insbesondere schlagen hohe Schwermetallwerte aus dem Teichschlamm bei Grauhof und einer wilden Hausmülldeponie negativ zu Buche.